# OllyDbg
OllyDbg — shareware 32-битный отладчик уровня третьего кольца защиты (англ. ring-3) для операционных систем Windows, предназначенный для анализа и модификации откомпилированных исполняемых файлов и библиотек, работающих в режиме пользователя (ring-3).
OllyDbg выгодно отличается от классических отладчиков (таких, как SoftICE) интуитивно понятным интерфейсом, подсветкой специфических структур кода, простотой в установке и запуске. Для того, чтобы разобраться в принципе работы OllyDbg, достаточно лишь базовых знаний в области языка ассемблера. По этим причинам OllyDbg рекомендуют к использованию даже новичкам.
Последняя версия программы на старом движке — 1.10, не обновлялась с мая 2004 года. Однако 12 ноября 2006 года на официальном сайте был опубликован анонс новой, второй версии продукта. Со 2 июня 2010 года доступна первая новая версия OllyDbg 2.0 без приставки «бета».
В октябре 2013 года была анонсирована 64-битная версия отладчика. В декабре 2013 на сайте появилась информация о прогрессе в разработке.
Доступна первая 64-битная версия отладчика с 9 июня 2022 года с приставкой «альфа». .
С версии 2.01 поддерживает возможность локализации на другие языки, в том числе и на русский.

## Возможности
- Поддерживаемые процессоры: вся серия 80x86, Pentium и совместимые; расширения MMX, 3DNow! и SSE до версии SSE4 включительно (SSE5 пока не поддерживается).
- Поддерживаемые форматы отображения данных: hex-код, ASCII, юникод, 16- и 32-битные целые числа со знаком и без знака, 32-, 64- и 80-битные числа с плавающей запятой (float).
- Способы отображения дизассемблированного кода: MASM, IDEAL, HLA[англ.].
- Мощный анализатор кода, распознающий процедуры, циклы, ветвления, таблицы, константы и текстовые строки.
- Развёрнутая система поиска: поиск всех возможных констант, команд, последовательностей команд, текстовых строк и ссылок в коде на адрес.
- Распознание и расшифровка более двух тысяч типичных функций Windows API и языка C.
- Распознание и расшифровка PE-заголовка.
- Эвристический анализ стека, распознание адресов возврата в родительскую процедуру.
- Простые, условные и протоколирующие точки остановки (breakpoints).
- Пошаговая отладка с протоколированием хода выполнения (run trace).
- Индивидуальный файл конфигурации (UDD) для каждого отлаживаемого приложения.
- Поддержка большого количества плагинов.